# راسيل إي. تاكر
راسيل إي. تاكر (بالإنجليزية: Russell E. Tucker)‏ هو سياسي أمريكي، ولد في 7 ديسمبر 1943 بماغنوليا في الولايات المتحدة. حزبياً، نشط في الحزب الديمقراطي. وقد انتخب عضو مجلس نواب كارولينا الشمالية.